# Harry Sparnaay
Pour les articles homonymes, voir Sparnaay.
Harry Sparnaay (né le 14 avril 1944 à Amsterdam et décédé le 12 décembre 2017 à Lloret de Mar, Gérone, Espagne) est un clarinettiste basse, compositeur et professeur néerlandais.

## Biographie
Harry Sparnaay étudie au Conservatoire d'Amsterdam dans la classe de Ru Otto. Après avoir obtenu son diplôme d'interprète de clarinette, il se spécialise en clarinette basse et remporte le premier prix du Concours international d'interprètes Gaudeamus en 1972; c'est la première fois qu'un clarinettiste basse remporte ce prestigieux concours.
Il joue comme soliste dans de nombreux festivals de musique importants comme ceux de  Varsovie, New York, Los Angeles, Zagreb, le Holland Festival, plusieurs festivals de la Société internationale pour la musique contemporaine (ISCM), Madrid, Paris et Athènes. Parmi les autres festivals auxquels Harry Sparnaay s'est produit figurent Witten, Aarhus, Como, Bolzano, Naples, Turin, Bourges, Middelburg, Graz, Salzburg, Huddersfield, Sarrebruck, Royan, Houston et bien d'autres.
Sparnaay est invité comme soliste dans de nombreux grands orchestres et ensembles, comme l'ensemble Asko, l'orchestre symphonique de la BBC, l'orchestre symphonique de la Rundfunk-Sinfonieorchester Berlin, l'Orchestre royal du Concertgebouw, l' Ensemble intercontemporain, le Melbourne Symphony, le Pittsburgh New Music Ensemble (en), le Netherlands Radio Chamber Philharmonic (en), l'Orchestre philharmonique de la radio néerlandaise, l'Orchestre de la Résidence de La Haye, l'Orchestre philharmonique de Rotterdam, l'Ensemble Schönberg, le Seymour Group. Il se produit avec de grands chefs, en particulier Luciano Berio, Riccardo Chailly, Richard Dufallo (en), Péter Eötvös, Reinbert de Leeuw, Diego Masson, Jacques Mercier, David Porcelijn (en), David Stock (en), Mark Summerbell, Lucas Vis et Hans Vonk .
Il a donné des concerts et enregistré à la radio en Asie, en Europe, en Amérique du Nord, en Océanie et en Amérique du Sud, interprétant des œuvres écrites pour lui et qui lui sont dédiées.
Plus de 650 pièces lui ont été dédiées par des compositeurs tels que Claudio Ambrosini, Luciano Berio, Gerard Brophy, Philip Czaplowski, Paul-Heinz Dittrich (en), Franco Donatoni, Morton Feldman, Brian Ferneyhough, Mary Finsterer, Andrew Ford (en), Jonathan Harvey, Maki Ishii, Sukhi Kang, Tristan Keuris (en), Mark Kopytman (en), Helmut Lachenmann, Ton de Leeuw, Theo Loevendie, Roderik de Man, Takayuki Rai, Michael Smetanin, Gérard Grisey, Maurice Weddington, Iannis Xenakis, Isang Yun et bien d'autres.
Il a donné en 1981 la première mondiale de In Freundschaft (version pour clarinette basse) et Solo (en) (version pour clarinette basse et contrebasse - adaptation de Barry Anderson (en)) de Karlheinz Stockhausen et a été l'un des solistes dans Die Verwandlung de Paul-Heinz Dittrich et dans les opéras Naima de Theo Loevendie, Prometeo de Luigi Nono et A King, Riding de Klaas de Vries. Lors du Holland festival en 1999, il est l'un des solistes instrumentaux de Kopernikus de Claude Vivier .
Sa composition Bouwstenen (Building Blocks) pour clarinette basse et système à ligne à retard multi-pistes magnétiques est choisie pour les Journées mondiales de la musique de l'ISCM au Danemark.
Harry Sparnaay est musicien en résidence et donne des masterclasses dans plusieurs universités du monde entier. Il a été professeur de clarinette basse et de musique contemporaine au Conservatoire d'Amsterdam pendant 35 ans, où son programme unique de clarinette basse a attiré des étudiants du monde entier; beaucoup d'entre eux ont été lauréats lors de grands concours.
Sparnaay fonde le duo Fusion Moderne avec le pianiste Polo de Haas (nl), ainsi que le Bass Clarinet Collective (9 clarinettes basses, dont 3 clarinettes contrebasse).
Avec le flûtiste Harrie Starreveld (nl) et le pianiste René Eckhardt, il forme le Het Trio en 1984. Plus de 180 pièces ont été écrites pour cet ensemble. Avec Annelie de Man (clavecin), il fonde le Duo DoubleAction interprétant de nouvelles compositions écrites pour clarinette basse et clavecin par des compositeurs tels que Joe Cutler, Roderik de Man, Victor Varela, David Vayo et Raymond Deane. Avec sa femme Silvia Castillo (orgue), il forme le Duo Levent et ensemble ils ont joué en Europe, au Canada, au Mexique, en Australie et aux États-Unis, interprétant plusieurs nouvelles pièces pour orgue et clarinette basse, spécialement écrites pour eux par des compositeurs tels que Dai Fujikura, Matthias Kadar, Roderik de Man, Toek Numan, Ignacio Baca Lobera et Lucien Goethals.
Il a enregistré en soliste, avec son trio, ou dans d'autres formations sur plus de 60 CD. Le CD avec le Het Trio consacré à la musique de Ton de Leeuw a reçu le prix Edison en 1995.
A Barcelone, il forme le Trio Phonos avec Jean-Pierre Dupuy (piano) et Peter Bacchus (flûte); il forme toujours avec Jean-Pierre Dupuy le Duo Sparnaay/Dupuy.
Ses émissions télévisées ont été diffusées aux Pays-Bas, en Belgique, en Pologne et en Yougoslavie. Il a été plusieurs fois membre du jury du Concours international Gaudeamus et a également été membre de la section néerlandaise de l'ISCM. En tant que chef d'orchestre de l'ensemble de musique nouvelle, il a dirigé des compositions d'Arnold Schönberg (Pierrot Lunaire et Serenade), Pierre Boulez, Elliott Carter, Olivier Messiaen, Theo Loevendie, Franco Donatoni, Ross Harris, Joe Cutler, Toshio Hosokawa, Mary Finsterer et Iannis Xenakis, et pendant la Semaine internationale de la musique Gaudeamus, il a dirigé l'ensemble dans des pièces de la plus jeune génération.
De septembre 2005 à septembre 2010, il a été professeur de clarinette basse à l'ESMUC de Barcelone.
Les étudiants les plus connus de Sparnaay sont entre autres Henri Bok , Michael Lowenstern (en) et Lori Freedman.
Harry Sparnaay joue le modèle Prestige de clarinette basse en Green Line du facteur français Buffet Crampon et sur des anches Gonzalez.

## Récompenses
En avril 2004, il est récompensé par la Reine et décoré par le Maire d'Amsterdam. Il est également nommé Chevalier dans l'Ordre du Lion néerlandais.
Il a remporté les prix suivants : Premier prix du Concours international d'interprètes Gaudeamus (1972), Swedish Record Prize (1985), Bulgarian Composers Union Award (1987), Inaugural Sounds Australian Award (1988), Prix Edison (en) (1995) et Jan van Gilse Prize (1996 ).

## Ouvrage
- (en + es) Harry Sparnaay, The Bass Clarinet : A Personal History, translated by Annelie de Man and Paul Roe, Barcelone, Periferia Sheet Music, 2011, 256 p. (ISBN 978-84-938845-0-5, lire en ligne). Accompagné d'un CD avec plus de 100 exemples audio.

## Sources
- (de) Marion Diederichs-Lafite, « Wittener Tage für neue Kammermusik (de) », Österreichische Musikzeitschrift, vol. 31, nos 7-8,‎ 31 juillet-août 1976, p. 382-84 (lire en ligne).
- (en), Heim, Normand. 1979. "Music for the Bass Clarinet". The Clarinet 6, no. 3 (Spring): 18–21
- (en), Heim, Normand. 1979. "Music for the Bass Clarinet Part II". The Clarinet 7, no. 1 (Fall): 22–23, 26.
- (en), Heim, Normand. 1980. "Music for the Bass Clarinet Part III: A Sparnaay Collage". The Clarinet 7, no. 3 (Spring): 22–24..
- (en), Heim, Normand. 1980. "Music for the Bass Clarinet Part IV: An Interview with Harry Sparnaay". The Clarinet 7, no. 4 (Summer): 14–18.
- (en), Schwartz, Elliott. 1972. "Current Chronicle: The Netherlands". The Musical Quarterly 58, no. 4 (October): 653–58.
- (en), Slonimsky, Nicolas, Laura Kuhn et Dennis McIntire. 2001. "Sparnaay, Harry". Baker's Biographical Dictionary of Musicians, édition du centenaire, 6 vol., Nicolas Slonimsky, éditeur émérite ; Laura Kuhn, rédactrice en chef de la série Baker, 5:3416. New York : Livres Schirmer. (ISBN 0-02-865525-7) . [Dans l'édition en ligne sous le nom de "Spamaay, Hany", New York : Schirmer Reference, 2001. Bibliothèque de référence virtuelle Gale. (Accès Abonnement)]
- (en), Tra, Gijs. 1978. "Identité de la clarinette basse (Entretien avec H. Sparnaay)". Notes clés 7, no. 1:36-37.
- (nl), Werker, Gérard. 1972. "Vrijpostig musiceren: het Gaudeamus-Concours 1972". Mens en Melodie, Tijdschrift voor muziek 27 (juin) : 171-74.
- (nl), Werker, Gérard. 1974. "Harry Sparnaay, basklarinettist-de emancipatie van de basklarinet". Mens en Melodie, Tijdschrift voor muziek 29 (décembre) : 370-73.